# Marike Koek
Marike Koek-Nieuwint (5 november 1953) is een Nederlandse poppenspeelster en was een lokaal politica in de voormalige gemeente Alkemade.

## Levensloop
Ze heeft gewerkt als kleuterleidster, poppenspeler bij theater de Poppenkeet (met Siem van Leeuwen) speelde van 1990 tot 2019 bij Sesamstraat en werkte bij Veenfabriek waar ze secretarieel ondersteunde. 
In 2002 werd ze gekozen tot gemeenteraadslid van de lokale partij Vereniging Mooi Alkemade, waarin ze zich sterk maakte voor cultuur. Vier jaar later verliet ze na de gemeenteraadsverkiezingen de raad.
Haar man Paul Koek is nationaal slagwerker en regisseur bij de VeenFabriek en was dat bij het Zuidelijk Toneel/Hollandia.
Haar dochter Bobbie Koek is eveneens actrice, onder andere bekend van Kinderen geen bezwaar en haar zoon Bo Koek was drummer bij de popgroepen Kopna Kopna en Kitty Contana.

## Rollen
Koek-Nieuwint heeft diverse rollen gespeeld.

### Series
- - Sesamstraat (handjes Ieniemienie)
- - Ik Mik Loreland
- - Boter, kaas en Deltawerken
- - Butter, cheese and Deltaworks
- - Kramerije
- - Leesdas Lettervos Boekentas
- - De Sommeltjes
- - De Schatkast

### Presentatie
- - van 1996 t/m 2000 - Huisje, Boompje, Beestje; met Siem van Leeuwen en Eric van Sauers

### Gastrollen
- Familie Oudenrijn (NCRV 1999)
- Ongebluste Kalk bij Zuidelijk Toneel/Hollandia met Fedja van Huêt (1999)